# Grabgeflüster – Liebe versetzt Särge
Grabgeflüster – Liebe versetzt Särge ist eine Filmkomödie von Nick Hurran aus dem Jahr 2002.

## Handlung
Die gutmütig-naive Betty Rhys-Jones, die in der Kleinstadt Wrottin-Powys in Wales lebt, kümmert sich um ihre bösartige bettlägerige Schwiegermutter, bis diese an Cornflakes erstickt. Ihr egoistischer Ehemann Hugh ist Stadtrat und hat eine Affäre mit seiner Sekretärin Meredith. Der Bestattungsunternehmer Boris Plots ist seit Jahrzehnten in Betty verliebt.
Der Amerikaner Frank Featherbed versucht, mit Discountpreisen und medienwirksamen Aktionen den Markt der Bestattungsdienstleistungen in der Region aufzumischen. Er organisiert auch ungewöhnliche Trauergottesdienste.
Betty gesteht Boris auf seine Frage, dass sie in ihrer Ehe unglücklich ist und beginnt eine Affäre mit ihm. Er entwickelt einen Plan, wie Betty sich aus ihrer Ehe lösen kann, damit beide das Land verlassen können. Er will ihren Tod vortäuschen. Bei einer Tanzveranstaltung inszeniert er mithilfe des örtlichen Arztes Bettys „tödlichen“ Sturz und sichert sich den Auftrag zur Bestattung. Als sie offen aufgebahrt wird, beichtet Meredith ihr von ihrem Versuch, sie bei der Tanzveranstaltung zu vergiften und Hugh erzählt der vermeintlichen Leiche von seinen Ehebrüchen und seiner Freude, ihre Lebensversicherung verkonsumieren zu können. Da fasst Betty den Plan, sich als Geist an ihrem untreuen Ehemann und seiner Geliebten zu rächen. Mit der Hilfe von Boris, Frank und dessen Gehilfen gelingt dies.

## Soundtrack
| NR | Titel              | Interpret                              |
| -- | ------------------ | -------------------------------------- |
| 1  | Woodchopper’s ball | Ted Heath                              |
| 2  | Let´s fall in love | Shirley Bassey                         |
| 3  | In the mood        | Ted Heath                              |
| 4  | Blue skies         | Maxine Sullivan                        |
| 5  | Begin the beguine  | Ted Heath                              |
| 6  | Largo from Xerxes  | Georg Friedrich Händel: Komponist      |
| 7  | Organ sonata no. 1 | Felix Mendelssohn Bartholdy: Komponist |

## Kritiken
- Lisa Nesselson lobte in Variety die Schauspieler und das Drehbuch.[3]
- Kevin Crust lobte in der Los Angeles Times die „erstklassigen“ Darsteller.[4]
- Das Lexikon des internationalen Films meinte: „Turbulente schwarze Komödie um das sympathische Thema einer späten Liebe, die freilich zu sehr auf die Grundidee baut und dabei den situativen Humor vernachlässigt. So bleibt der Film trotz des interessanten Themas letztlich zu klamaukhaft und harmlos.“[5]

## Auszeichnungen
- Nick Hurran wurde 2002 für den Golden Hitchcock des Dinard British Film Festivals nominiert.
- Der Film gewann 2003 den walisischen BAFTA Award (BAFTA Cymru Award).

## Hintergründe
Die Komödie wurde in Wales gedreht.
Die Tanzszenen wurden von Peter Darling entwickelt und die Kostüme wurden von Ffion Elinor entworfen.

## Bühnenbearbeitungen
Der Autor Wolfgang Adenberg und der Komponist Marc Schubring bearbeiteten den Stoff als Musical Zum Sterben schön, das am 23. Februar 2013 im Stadttheater Hildesheim Premiere hatte.